# VR-Bank Mittelfranken Mitte
Die VR-Bank Mittelfranken Mitte eG ist eine deutsche Genossenschaftsbank mit Sitz in Ansbach, der Regierungshauptstadt von Mittelfranken.

## Geschichte
Am 6. August 1913 wurde die Gewerbebank Ansbach gegründet – zunächst mit Domizil in der Nürnberger Straße in Ansbach. 1919 wurde Hans Bamm Geschäftsführer der Bank. Er führte das Unternehmen die nächsten Jahrzehnte.
Am 6. Oktober 1920 zog die Gewerbebank Ansbach in das damals neue Bankgebäude an der Promenade 21. Ein Jahr später – am 4. Dezember 1921 – folgte die Umbenennung in Gewerbe- und Landwirtschaftsbank. Vier in der Neustadt inzwischen angekaufte Häuser fielen 1973 dem Bagger zum Opfer, damit eine entsprechende Erweiterung des Bankareals sichergestellt werden konnte. Ab 1977 firmierte die Bank unter Gewerbebank Ansbach eG Raiffeisen- und Volksbank.
1996 bis 1998 wurde die Hauptstelle im Zentrum Ansbachs grundlegend umgebaut und erweitert. Im Jahr 2000 wurde der Bankname in RaiffeisenVolksbank eG Gewerbebank umgewandelt.
Die RaiffeisenVolksbank eG Gewerbebank verschmolz 2015 mit der VR-Bank Rothenburg o.d.Tbr. zur VR-Bank Mittelfranken West eG. Im Jahr 2022 fusionierte die Bank mit der Raiffeisenbank Roth-Schwabach eG zur VR-Bank Mittelfranken Mitte eG.